# العذراء والطفل مع القديسة آن (لوحة)
العذراء والطفل مع القديسة آن، هي لوحة زيتية للفنان ليوناردو دا فينشي، وتصور حنة (أم مريم العذراء) وابنتها مريم العذراء والطفل يسوع. يظهر المسيح يتصارع مع حمل الله ويرمز هذا للعاطفة حيث تحاول العذراء كبح جماحه.

## روابط خارجية
- Freud, The Writer of Leonardo